# Junonia almana
Junonia almana es una especie de mariposa Nymphalidae encontrada en Asia del Sur. Existe en dos formas adultas distintas, que difieren principalmente en el diseño en la parte inferior de las alas; la forma estación seca tiene pocas marcas, mientras que la forma estación húmeda tiene manchas oculares y líneas. Está clasificada como Preocupación menor en la Lista Roja de la UICN.

## Descripción
La mariposa adulta tiene una envergadura de 54 a 62 mm, y presenta polifenismo estacional.

### Forma de estación seca
"Rico amarillo anaranjado en la parte superior. Ala anterior con un color oscuro pálido y una barra transversal corta mucho más oscura con líneas laterales laterales negras y negras a través de la celda, otra barra algo similar que define los discocelulares; margen costal, una línea subterminal interna y otra externa, y una línea terminal de color negro oscuro; un ocelo grande minúsculo centrado en blanco con un anillo interno delgado y exterior negro en el disco en el espacio intermedio 2; dos ocelos subapicales geminados similares pero más pequeños con una mancha pálida oscura sobre ellos y una barra oblicua corta que los conecta al negro en la costa. Ala posterior: un pequeño ocelo discal diminuto centrado en blanco y muy esbelto con anillos negros en el espacio intermedio 2, con un ocelo mucho más grande de color amarillo pálido y anillos negros que se extiende sobre los espacios intermedios 4, 5 y 6, el centro de este ocelo es de color naranja parduzco interior, negro azulado exterior, con dos minutos de manchas blancas en orden vertical entre los dos colores; finalmente, líneas sinuosas subterminales postdiscal y negras terminales.”
"Parte inferior ocre marrón, muy variable. En la mayoría de los especímenes, la célula del ala anterior está atravesada por tres bandas sinuosas oscuras, la más externa a lo largo de los discocelulares; estas son muy débiles en algunos; tanto las alas delanteras como las traseras están cruzadas por un basal y un discal línea sinuosa pálida, esta última delimitada exteriormente por un tono oscuro, que está atravesada por una oscura hilera de manchas oscuras, algo obsolescente, y delimitada exteriormente por una línea sinuosa subterminal, que en muchos casos se extiende desde el ala delantera hasta el borde terminal del ala; en el ala trasera, la línea subterránea se encuentra con el disco en ángulo agudo en el torno. Antenas marrón oscuro; cabeza, tórax y abdomen, más o menos marrón anaranjado; más pálido debajo."

### Forma de estación húmeda
En la parte superior, las marcas negras más profundas en color y más gruesas, las líneas subterráneas y terminales están más definidas.
"Parte inferior, pálido, ocráreo. Ala anterior: célula cruzada por líneas cortas y sinuosas de color marrón oscuro oscuro, una línea similar en las discocelulares y otra más allá de ella, ambas inclinadas hacia adentro formando un ángulo y continuando hacia el dorso, el espacio entre ellas forma una amplia fascia discal, que palidece posteriormente a blanquecino; océanos postdiscal, líneas subterráneas y terminales como en la parte superior pero más pálidas. Ala posterior: una línea oscura subbasal transversal esbelta, una fascia recta blanquecina discal en continuación de la que está en el alerón delantero, las líneas subterráneas y terminales tanto como en la parte superior pero más pálidas; el ocelo anterior con doble iris y centro. Las antenas son de color marrón oscuro; la cabeza, el tórax y el abdomen son ligeramente más oscuros que en la forma de estación seca."

## Distribución
J. almana se encuentra en India y Sudeste de Asia, y hacia el este hasta China y Japón.

## Larva
La oruga de Junonia almana se alimenta de una variedad de plantas, incluyendo Hygrophila auriculata, Phyla nodiflora y especies en los géneros Acanthus, Barleria y Gloxinia.
"Cilíndrico. Cabeza negruzca, ligeramente peluda. Cuerpo pálido ocre-marrón, con una línea negruzca dorsal, subdorsal y lateral, y una fila de puntos pequeños anillados debajo de este último; segundo segmento anterior con una franja transversal rojiza; segundo, tercero y cuarto segmento posterior con una franja negruzca transversal; segundo a último segmento armado con una hilera dorsal, subdorsal y dos filas laterales de espinas cortas y de ramas finas." (Frederic Moore citado por  C. T. Bingham)

## Pupa
"Bastante corto y grueso; cabeza y tórax anchos, pieza de la cabeza apuntada hacia abajo; tórax y abdomen dorsalmente con puntos tuberculosos cortos; color marrón-ocreico." (Frederic Moore citado por Charles Thomas Bingham)

## Distribución
J. almana se encuentra en India y Sureste de Asia, y hacia el este en China y Japón.